# Luis Víctor Verde Ballesteros
Luis Víctor Verde Ballesteros (Madrid, 21 de juliol de 1964 - 2004) va ser un futbolista i entrenador madrileny. Com a jugador ocupava la posició de migcampista.

## Trajectòria
Va començar a destacar a les files de la UD San Sebastián de los Reyes, equip amb el qual és el màxim golejador del seu grup de Segona Divisió B a la campanya 83/84. Això li val ser fitxat pel Reial Madrid, que l'incorpora al seu filial.
El Castilla el cedeix a la 85/86 al Calvo Sotelo CF, i a l'any següent fitxa pel Xerez CD, amb el qual debuta a Segona Divisió, jugant 26 partits i marcant tres gols. Entre 1987 i 1989 forma amb el Llevant UE. Posteriorment, fitxa pel Benidorm CD, també a la categoria de bronze.
El 1991 s'incorpora al CF Extremadura, amb qui disputa la temporada 91/92 i part de la temporada 92/93. Eixa campanya la finalitza amb l'Hèrcules CF, amb qui assoleix l'ascens a Segona Divisió. Amb els alacantins disputa 17 partits la temporada 93/94, a la categoria d'argent.
El 1995 retorna a l'Extremadura, ara a Segona Divisió, i eixe any aconsegueix l'històric ascens a primera divisió dels d'Almendralejo. La temporada 96/97 debuta a la màxima categoria, en la qual juga 15 partits.
La temporada 97/98 recala al CD Utiel i l'any següent al Motril CF, equip en el qual es retira. Va seguir vinculat al món del futbol, dirigint a equips com el mateix Utiel o l'Atlètic Saguntí.